# Боралдай (Байдібека район)
Боралда́й (каз. Боралдай) — село у складі району Байдібека Туркестанської області Казахстану. Адміністративний центр Боралдайського сільського округу.
Населення — 2598 осіб (2021; 2967 у 2009, 2903 у 1999, 3021 у 1989).